# Frontera entre el Regne Unit i les Maldives
La frontera entre el Regne Unit i Maldives és totalment marítima i es troba a Oceà Índic. L'arxipèlag de les Txagos constitueix el Territori Britànic de l'Oceà Índic, tot i que és reivindicat per Maurici.
No hi ha cap acord bilateral oficial sobre el traçat d'aquesta frontera. El Regne Unit, però hi ha establert una àrea marina protegida el 17 de setembre de 2003 tenint en compte la mediana dibuixada amb Maldives, és a dir, a igual distància entre l'atol d'Addu (Maldives) i el banc Speakers (Regne Unit).
Tot i que aquestes coordenades han estat publicades per les Nacions Unides, el projecte d'acord de delimitació tècnica negociat en 1992 amb les Maldives mai va ser signat i no està en vigor.
Després de les converses bilaterals entre Maurici i les Maldives al febrer de 2010, el Ministeri d'Afers Exteriors de Maurici ara planeja reclamar conjuntament una plataforma continental estesa a la part nord de l'arxipèlag de Txagos, similar a la reclamació conjunta amb les Seychelles presentat l'1 de desembre de 2008. L'objecció de les Maldives a una delimitació de la línia mediana es basa sobre l'afirmació que Diego Garcia és l'única illa habitada de l'arxipèlag de Txagos, mentre que les illes més petites del nord (com Peros Banhos i Salomó)) són deshabitades.
D'acord amb les declaracions oficials del Ministeri d'Afers Exteriors i de la Commonwealth, el seu reassentament a llarg termini seria econòmicament insostenible. Per tant, s'aplica l'article 121 de la Convenció de les Nacions Unides sobre el Dret de la Mar (com en el cas notori de Rockall). Entre 2003 i 2006, el Regne Unit ha rebut un total de més de 8 milions en drets de llicència per la pesca de la tonyina d'empreses estrangeres.
El 18 de març de 2015 la Cort Permanent d'Arbitratge va declarar il·legal la declaració d'Àrea Protegida Marítima.